# Mart Hoogkamer
Mart (Martijn) Hoogkamer (Leiden, 5 mei 1998) is een Nederlandse zanger. Hij kreeg in 2016 nationale bekendheid door zijn deelname aan seizoen 8 van het televisieprogramma Holland's Got Talent. Daarna tekende hij een contract bij Sony Music en verschenen verschillende singles, waarvan een met Willeke Alberti.

## Carrière

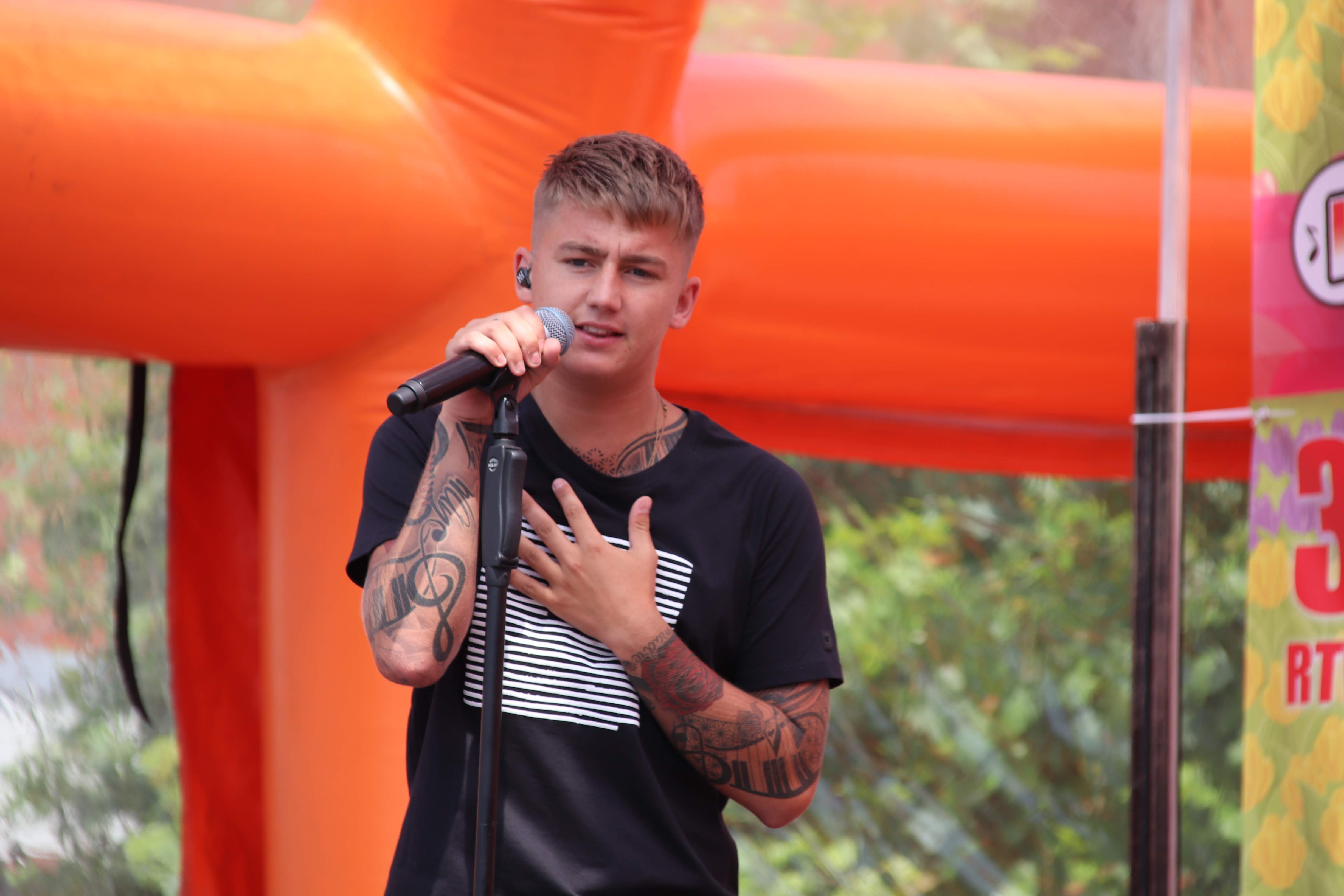
Hoogkamer in 2019

Hoogkamers zangervaring begon in 2008, toen hij deelnam aan de zangwedstrijd Kinderen zingen met sterren. Hierin werd hij tweede.
In 2016 nam Hoogkamer succesvol deel aan Holland's Got Talent. Hij bereikte de finale en werd tweede, waarbij hij een lied van Willy Alberti uitvoerde. Datzelfde jaar tekende hij een contract bij Sony Music. In september van hetzelfde jaar zongen Hoogkamer en Willeke Alberti samen een vernieuwde versie van Lachen, beetje huilen. Dit was een eerbetoon aan Alberti's vader Willy, omdat dit het laatste nummer was dat Willeke en Willy samen hebben opgenomen.
Op 3 februari 2017 kwam zijn eerste solo-single uit; dit was het nummer In mijn droom (geschreven door Bram Koning en Hans Aalbers). Dat jaar was Hoogkamer ook te horen op het festival Dutch Valley. In het voorjaar van 2017 kwam Lekker leven uit, gevolgd door Als de zon even schijnt (3 oktober uitgebracht). Deze singles kregen veel aandacht van Nederlandse en Belgische radiozenders. 29 maart 2018 verscheen de single Zomaar verliefd. In 2018 deed hij mee aan het televisieprogramma Topper Gezocht!; ook hier eindigde hij als tweede. Door de finaleplaats trad Hoogkamer op tijdens de Halftime Show van Toppers in Concert.
In augustus 2020 ging Hoogkamer viraal met een cover van Unchained Melody. In de zomer van 2021 behaalde Hoogkamer zijn eerste nummer één-hit met het nummer Ik ga zwemmen; hij behaalde de eerste plek in zowel de Nederlandse Top 40 en de Nederlandse Single Top 100.
Hoogkamer was in 2021 te zien in het televisieprogramma De Alleskunner VIPS en was in 2022 te zien in een aflevering van de webserie Het Jachtseizoen. In 2023 deed Hoogkamer mee aan de televisieversie van Het Jachtseizoen.
In april 2022 had hij uitverkochte concerten in Rotterdam Ahoy. De voorstelling werd op televisie uitgezonden door AVROTROS. In september 2022 start zijn theatershow Met een Lach en een Traan. In november 2022 was Hoogkamer gastartiest tijdens de concerten van De Toppers in de Johan Cruijff ArenA. In januari 2023 nam Hoogkamer het nummer In Spanje op, een cover van het originele nummer De Spaanse Zon van Bassie en Adriaan. In datzelfde jaar zou hij meedoen aan het programma Beste Zangers, maar hij moest op doktersadvies rust nemen vanwege een burn-out. Omdat het herstel langer duurde dan werd verwacht, moest hij dit last minute afzeggen. Hij werd daarom vervangen door Nick Schilder.
Hoogkamer werd in 2023 vierde in het vijfde seizoen van het televisieprogramma The Masked Singer, waarbij hij vermomd was als de toffe peer. In 2024 was de zanger te zien in Code van Coppens: De wraak van de Belgen. In datzelfde jaar deed hij mee aan de televisieprogramma’s Marble Mania en Oh, wat een jaar! Ook deed Hoogkamer in 2024 mee aan het televisieprogramma Ons kent ons. In mei 2024 is Hoogkamer wederom gastartiest tijdens de concerten van De Toppers. 
In 2025 heeft hij met Flemming een nieuwe tophit met het nummer 100% dat zij samen in 18 minuten schreven. Zij brachten het op 22 maart 2025 live uit in het televisieprogramma Eva. In 2025 was Hoogkamer te zien als hoofdgast in het televisieprogramma Het Holland Huis en als gastpanellid in het RTL 4-programma Make Up Your Mind. Sinds mei 2025 is Hoogkamer samen André Hazes jr. te zien in hun SBS6-programma Hazes en Hoogkamer: tot uw dienst.
Op 16 juli 2025 heeft Hoogkamer een Platina Plaat ontvangen voor zijn album Ik. Dit betekent dat de plaat 100 miljoen streams heeft behaald op streamingdiensten als Spotify en Apple Music.

## Privé
Hoogkamer heeft sinds 2020 een relatie met Jennifer. In 2025 werd hun dochter geboren.

## Discografie

### Albums
| Album          | Verschijnen      | Label      | Hitlijsten | Hitlijsten | Hitlijsten | Hitlijsten | Opmerkingen                          |
| Album          | Verschijnen      | Label      | BE (VL)    | BE (VL)    | NL         | NL         | Opmerkingen                          |
| Album          | Verschijnen      | Label      | Piek       | Weken      | Piek       | Weken      | Opmerkingen                          |
| -------------- | ---------------- | ---------- | ---------- | ---------- | ---------- | ---------- | ------------------------------------ |
| Mart Hoogkamer | 25 mei 2018      | Sony Music | —          | —          | 56         | 1          | Studioalbum                          |
| Sweet memories | 27 november 2020 | NRGY Music | 100        | 5          | 50         | 4          | Studioalbum                          |
| Tot nu toe     | 20 januari 2023  | NRGY Music | —          | —          | —          | —          | Verzamelalbum / Platina in Nederland |
| IK.            | 13 juni 2025     | NRGY Music | 117        | 2*         | 5          | 2*         | Studioalbum / Platina in Nederland   |

### Singles met hitnotering
| Lied                                   | Verschijnen       | Album                          | Hitlijsten | Hitlijsten | Hitlijsten  | Hitlijsten  | Hitlijsten   | Hitlijsten   | Opmerkingen                |
| Lied                                   | Verschijnen       | Album                          | BE (VL)    | BE (VL)    | NL (Top 40) | NL (Top 40) | NL (Top 100) | NL (Top 100) | Opmerkingen                |
| Lied                                   | Verschijnen       | Album                          | Piek       | Weken      | Piek        | Weken       | Piek         | Weken        | Opmerkingen                |
| -------------------------------------- | ----------------- | ------------------------------ | ---------- | ---------- | ----------- | ----------- | ------------ | ------------ | -------------------------- |
| Waarom zal ik nog zeggen               | 24 februari 2021  | —                              | tip        | —          | —           | —           | —            | —            |                            |
| Ik ga zwemmen                          | 15 juli 2021      | —                              | 20         | 8          | 1 (2 wkn)   | 10          | 1 (3 wkn)    | 57           | Dubbelplatina in Nederland |
| Neem er één van mij                    | 24 november 2021  | —                              | —          | —          | tip14       | —           | —            | —            |                            |
| Bieber van de kroeg (met Donnie)       | 25 februari 2022  | De kibbelingsound (van Donnie) | —          | —          | 22          | 9           | 6            | 36           | Platina in Nederland       |
| Mijn oranje hart                       | 31 oktober 2022   | —                              | —          | —          | tip23       | —           | —            | —            |                            |
| In Spanje                              | 12 januari 2023   | —                              | —          | —          | 36          | 3           | 39           | 16           | Goud in Nederland          |
| Hartslag van de stad (met Tino Martin) | 29 september 2023 | —                              | —          | —          | 18          | 18          | 13           | 64*          |                            |
| Zij is van mij (met André Hazes jr.)   | 5 juli 2024       | —                              | —          | —          | tip1        | —           | 78           | 7            |                            |
| Ik spaar geen centen                   | 13 september 2024 | —                              | —          | —          | tip2        | —           | 36           | 14           |                            |
| 100% (met Flemming)                    | 21 februari 2025  | —                              | —          | —          | 11          | 17*         | 6            | 18*          |                            |
| Feest in de tent                       | 29 mei 2025       | —                              | —          | —          | tip22       | —           | tip22        | —            |                            |
| In de naam van...                      | 27 juni 2025      | –                              | –          | –          | 28          | 3           | 11           | 4*           |                            |

### Singles zonder hitnotering
| Single                                                 | Datum van verschijnen | Opmerkingen                     |
| ------------------------------------------------------ | --------------------- | ------------------------------- |
| Lachen, beetje huilen                                  | 9 september 2016      | Duet met Willeke Alberti.       |
| In mijn droom                                          | 2 februari 2017       |                                 |
| Lekker leven                                           | 4 mei 2017            |                                 |
| Als de zon even schijnt                                | 5 oktober 2017        |                                 |
| Zomaar verliefd                                        | 29 maart 2018         |                                 |
| Stappen                                                | 8 juni 2018           |                                 |
| Voor jou                                               | 2 november 2018       |                                 |
| Mijn liefste mama                                      | 4 april 2019          |                                 |
| Ik kan je niet vergeten                                | 25 september 2019     |                                 |
| Eenzame kerst                                          | 2019                  |                                 |
| Ik laat je gaan                                        | 24 december 2019      | Met Lange Frans                 |
| Unchained Melody                                       | 2020                  |                                 |
| All by myself                                          | 2020                  |                                 |
| Hopelessly devoted to you                              | 2020                  |                                 |
| Hurt                                                   | 2020                  |                                 |
| I'll never fal in love again                           | 2020                  |                                 |
| it's now or never / O solo mio                         | 2020                  |                                 |
| She believes in me                                     | 2020                  |                                 |
| Terug in mijn leven                                    | 2020                  |                                 |
| The wonder of you                                      | 2020                  |                                 |
| Jij bent gemaakt voor mij                              | 20 augustus 2020      |                                 |
| Last Christmas                                         | 2020                  |                                 |
| Waarom zal ik nog zeggen                               | 2021                  |                                 |
| Vergeet nooit waar je vandaan komt (Live in Ahoy 2022) | 2022                  |                                 |
| May Way Live in de Arena Toppers in concert 2022)      | 2022                  | Met René Froger en Rolf Sanchez |
| Doe mij 'n rondje                                      | 2024                  |                                 |
| Vodka Lemon                                            | 2024                  | Met Lorenz Büffel               |

## Prijzen
- 2022: Edison in de categorie Hollands.[15]
- 2022: Buma NL Award in de categorie Meest Succesvolle Kroeghit, samen met rapper Donnie[16]
- 2022: Buma NL Award in de categorie Beste Live Show[16]
- 2023: Edison in de categorie Hollands.[17]

## Bijnaam
Vanwege zijn 'volwassen' stem wordt Hoogkamer soms wel 'Willy Alberti 2.0' genoemd.
- Gemeinsame Normdatei: 1241116741
- MusicBrainz: ef7a3600-1a8e-4ecd-bd5a-83b0c51721d0
- Virtual International Authority File: 4547163211505507580009